# Siukalanjärvet
Siukanjärvet eller Siukalanjärvet är sjöar i Finland. De ligger i kommunen Kittilä i landskapet Lappland, i den norra delen av landet, 900 km norr om huvudstaden Helsingfors. Siukanjärvet ligger 321,9 meter över havet. Arean är 47,4 hektar och strandlinjen är 6,69 kilometer lång. Sjön  ingår i Kemi älvs huvudavrinningsområde. 